# 野村八幡古墳
野村八幡古墳（のむらはちまんこふん）は、徳島県美馬市脇町野村にある古墳。形状は円墳と推定される。徳島県指定史跡に指定されている。

## 概要

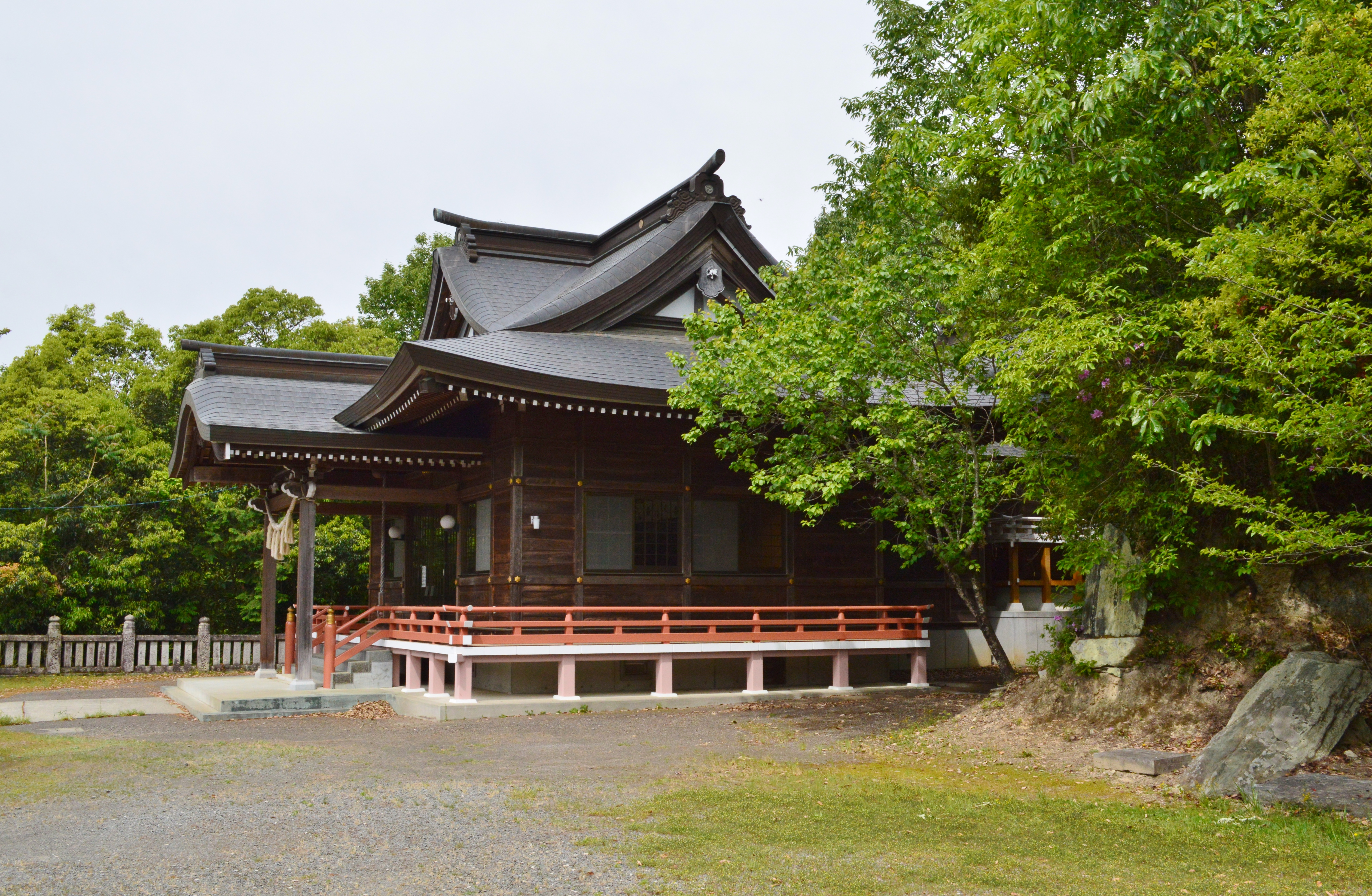
野村八幡神社画像右端に野村八幡古墳。

徳島県西部、吉野川中流域北岸の河岸段丘の先端部に築造された古墳である。野村八幡神社境内に所在し、墳丘の南西隅が神社社殿造営に伴い削平を受けているほか、1980-1981年度（昭和55-56年度）に測量調査が実施されている。
墳形は円形と推定され、復元規模で直径約30メートル・高さ約6メートルを測る。埋葬施設は両袖式の横穴式石室で、南方向に開口する。玄室の平面形は胴張り形で、玄室の天井部はドーム状の形態であり、玄室の奥壁には石棚を付すという典型的な段の塚穴型石室であり、段の塚穴型石室としては段の塚穴古墳群の太鼓塚古墳に次ぐ規模になる。出土品としては須恵器片（台付子持壺・甕・坏）がある。
築造時期は、古墳時代後期の6世紀後半頃と推定される。段の塚穴古墳群の太鼓塚古墳・棚塚古墳とともに、吉野川中流域における代表的首長墓に位置づけられる。
古墳域は1978年（昭和53年）に徳島県指定史跡に指定されている。

## 遺跡歴
- 1978年（昭和53年）3月14日、徳島県指定史跡に指定[4]。
- 1980-1981年度（昭和55-56年度）、測量調査（脇町高校郷土研究同好会、1982年に報告）[2]。

## 埋葬施設

石室俯瞰図

石室展開図

埋葬施設としては両袖式横穴式石室が構築されており、南方向に開口する。石室の規模は次の通り。
- 石室全長：約9メートル
- 玄室：長さ3.9メートル、幅2.4メートル、高さ3メートル
- 羨道：現存長さ4.05メートル

石室の開口部が改変を受けているため、本来の石室全長はさらに約3メートル伸びると推定される。玄室の奥壁・天井石には結晶片岩の巨石が使用され、左右両側壁には砂岩の自然石が使用される。玄室の平面形は、中央部が膨らむ胴張り形である。玄室天井部は天井石を斜めに階段状に持ち送ることでドーム状を呈し、玄室奥壁には結晶片岩の平石による石棚を付す。玄門部には仕切り石2枚を配する。羨道部では砂岩の自然石による排水溝が露出するが、徳島県内では排水溝の類例は少ない。
胴張り平面形・ドーム状天井などを特徴とする形態の石室は美馬市域の古墳で知られており、段の塚穴古墳群を標式古墳とする「段の塚穴型石室」と捉えられる。その中でも本古墳の石室は段の塚穴古墳群の太鼓塚古墳に次ぐ規模になる。ただし段の塚穴古墳群の太鼓塚古墳・棚塚古墳ではほぼ結晶片岩のみで構築されるのに対して、本古墳では側壁を砂岩とする点が異なる。

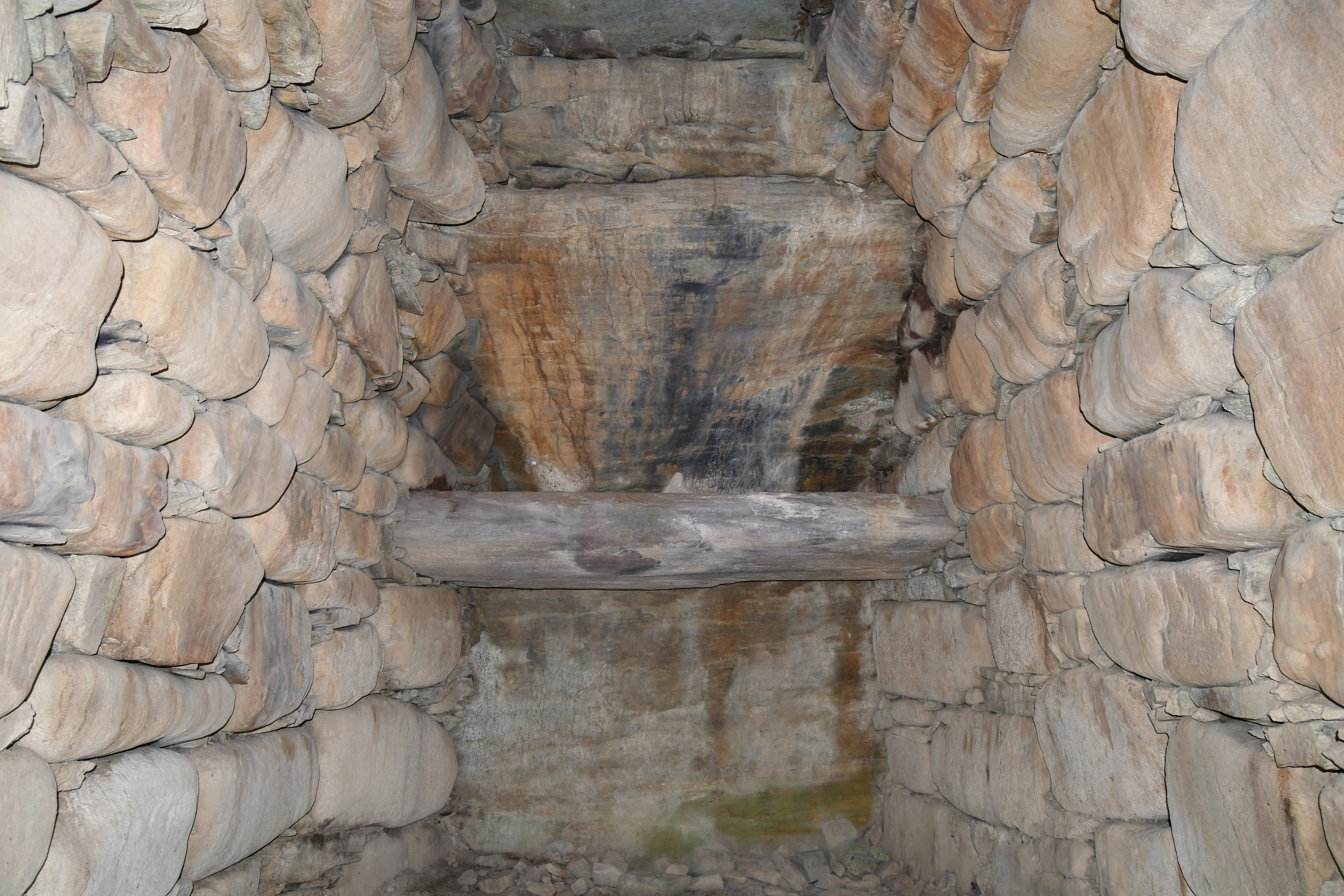
玄室（奥壁方向） 中央に石棚。
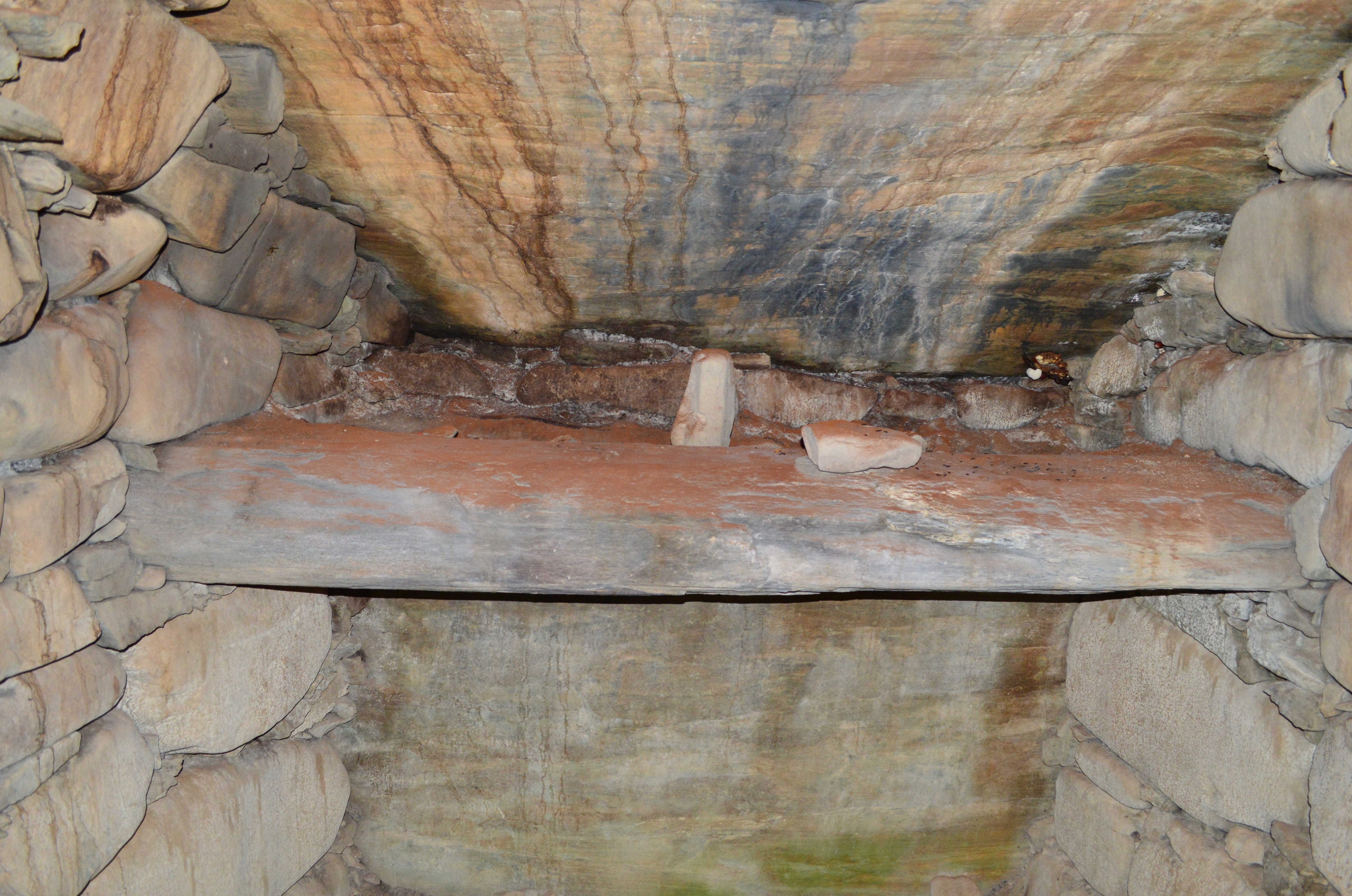
玄室石棚
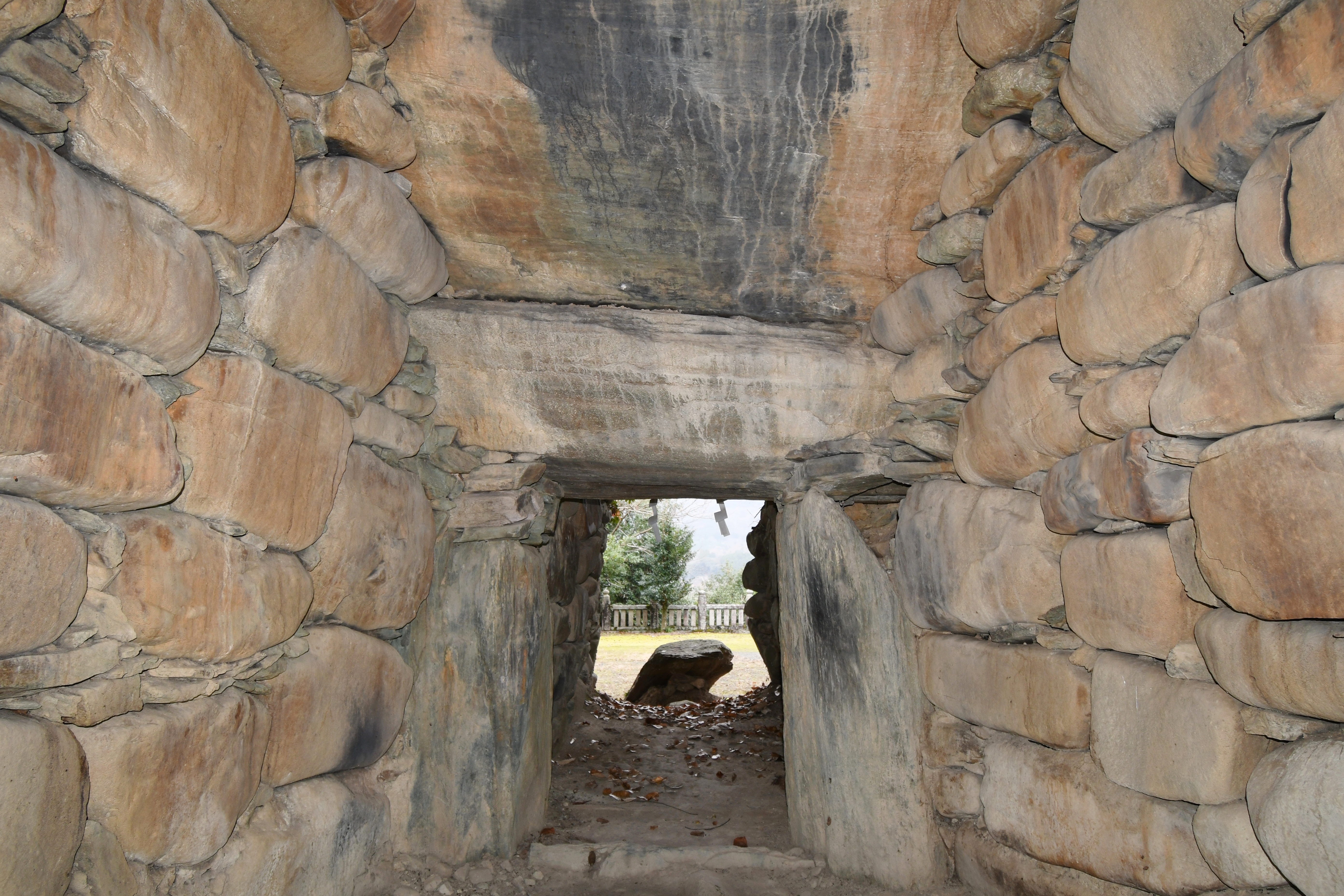
玄室（開口部方向）
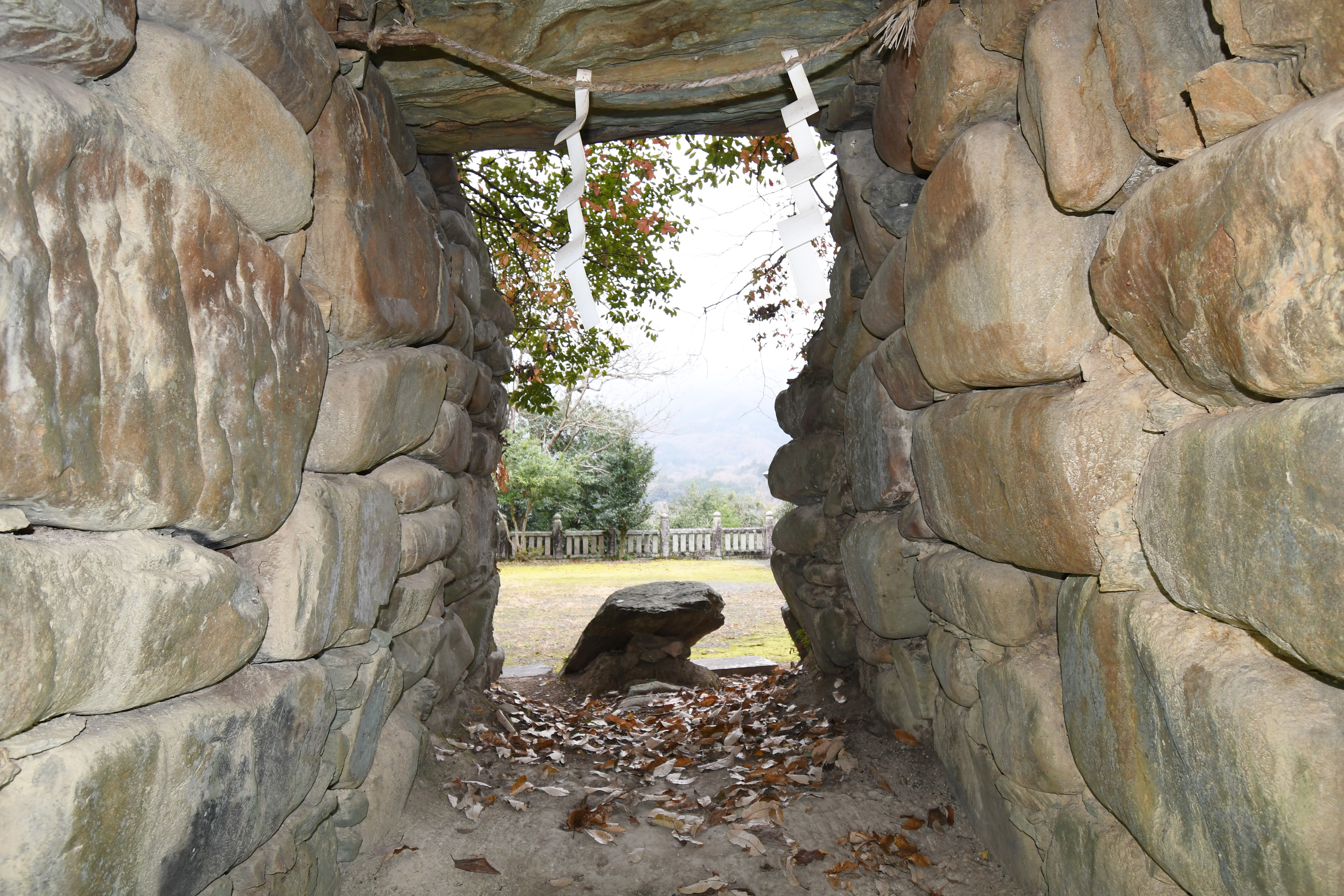
羨道（開口部方向）
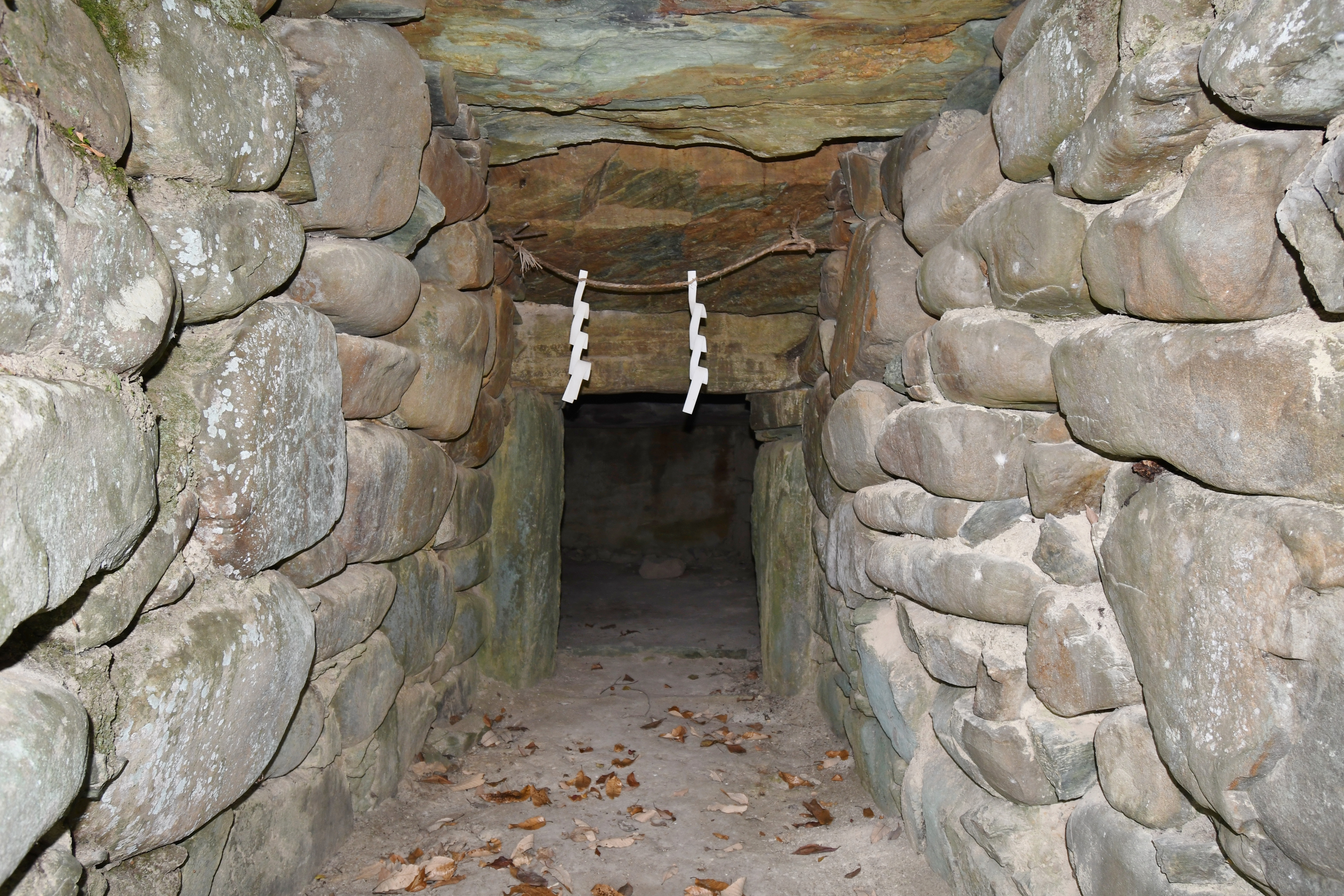
羨道（玄室方向）
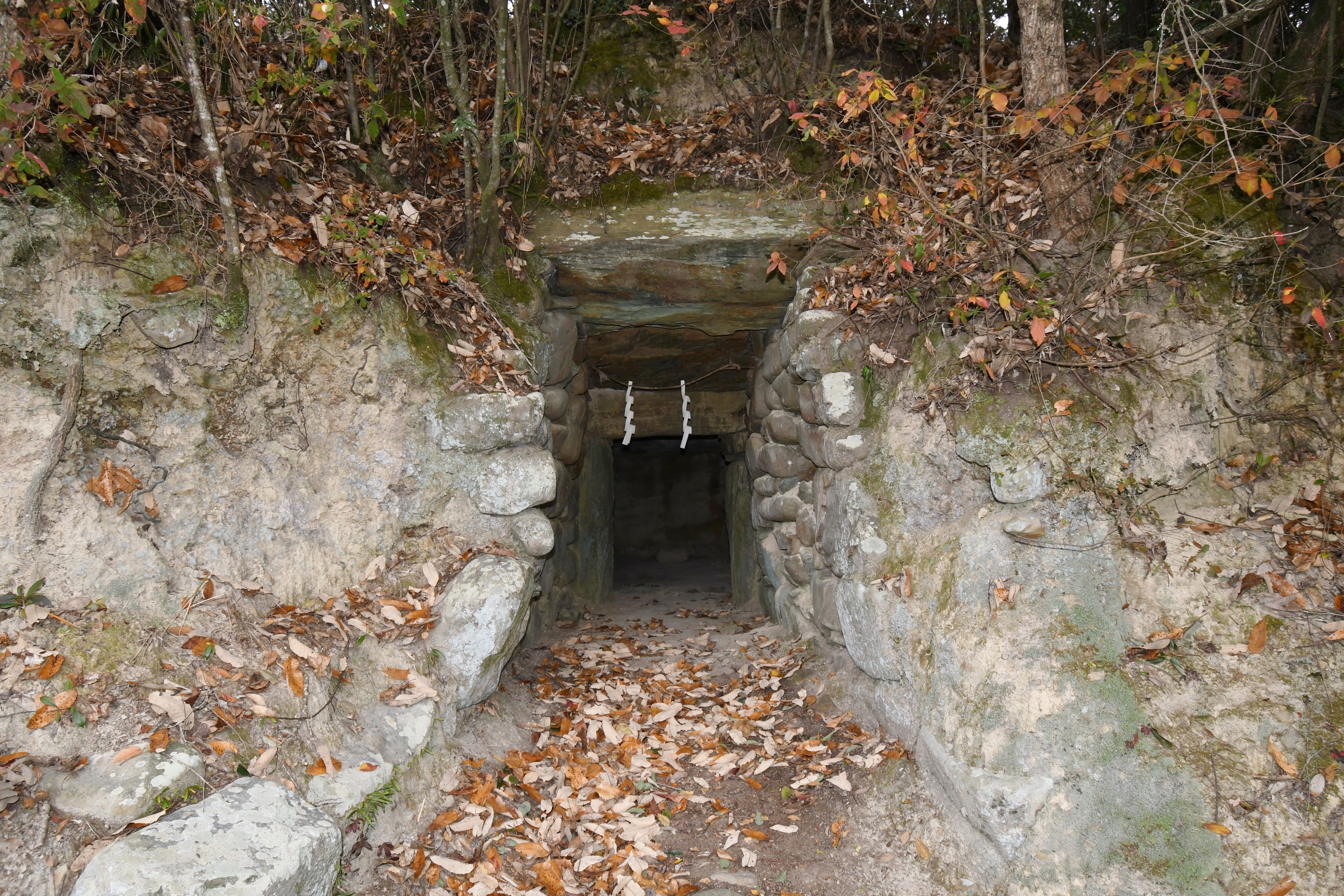
開口部

## 文化財

### 徳島県指定文化財
- 史跡
  - 野村八幡古墳 - 1978年（昭和53年）3月14日指定[4]。

## 関連文献
（記事執筆に使用していない関連文献）
- 『野村八幡古墳測量調査報告』脇高郷土研究同好会〈徳島県立脇町高等学校研究紀要第8号〉、1982年。